# Aechmea brassicoides
Espèce
Classification phylogénétique
Synonymes
- Gravisia brassicoides (Baker) Mez

Aechmea brassicoides est une espèce de plantes à fleurs de la famille des Bromeliaceae, endémique du Guyana.

## Synonymes
- Gravisia brassicoides (Baker) Mez[2].